# Карлихановська сільська рада
Карлиха́новська сільська рада (рос. Карлыхановский сельский совет) — муніципальне утворення у складі Білокатайського району Башкортостану, Росія. Адміністративний центр — село Карлиханово.

## Населення
Населення — 1445 осіб (2019, 1692 в 2010, 2035 в 2002).

## Склад
До складу поселення входять такі населені пункти:
| Населений пункт      | Населення, осіб (2002) | Населення, осіб (2010) |
| -------------------- | ---------------------- | ---------------------- |
| Айдакаєво, присілок  | 338                    | 336                    |
| Карлиханово, село    | 1640                   | 1343                   |
| Кургашка, присілок   | 42                     | 13                     |
| Сандалашка, присілок | 15                     | 0                      |